# Centrale fotovoltaica di Beneixama
La centrale fotovoltaica di Beneixama è una centrale elettrica fotovoltaica da 20 MW situata a Beneixama, in Spagna. L'impianto consiste in circa 100 000 pannelli fotovoltaici, comprendenti un'area di circa 500000 m².  I pannelli sono 200 moduli PQ City Solar fatti da celle solari in silicio policristallino. Oltre a quelli sono stati installati 200 unità di invertitori solari della Siemens "Sinvert Solar 100 Master".
L'impianto è stato costruito dalla City Solar ed è stato terminato nel settembre del 2007.